# Bogusława Drelich-Skulska
Bogusława Jadwiga Drelich-Skulska (ur. 18 lipca 1962) – polska ekonomistka, profesor doktor habilitowana nauk ekonomicznych, prorektor Uniwersytetu Ekonomicznego we Wrocławiu.

## Życiorys
Bogusława Drelich-Skulska ukończyła w 1986 Akademię Ekonomiczną im. Oskara Langego we Wrocławiu, broniąc się na Wydziale Gospodarki Narodowej. Doktoryzowała się tamże w zakresie ekonomii, specjalność – międzynarodowe stosunki gospodarcze w 1992 na podstawie pracy Proeksportowa strategia rozwoju Korei Południowej (promotor: Jan Rymarczyk). Habilitowała się w 2003 z nauk ekonomicznych na podstawie monografii Ewolucja zagranicznej polityki ekonomicznej Japonii u progu XXI wieku. W 2013 otrzymała tytuł naukowy profesora nauk ekonomicznych.
W pracy naukowej specjalizuje się w międzynarodowych stosunkach gospodarczych, handlu zagranicznym, ekonomii rozwoju ze szczególnym uwzględnieniem wybranych państw Azji Wschodniej oraz rozwoju regionalnego w Unii Europejskiej na przykładzie Dolnego Śląska. Napisała lub redagowała 7 książek oraz ok. 100 artykułów naukowych. Jest pomysłodawczynią oraz organizatorką odbywających się od 2007 międzynarodowych konferencji naukowych „Azja-Pacyfik”. Doprowadziła także do powołania na UEW Centrum Badań Azji i Pacyfiku.
Jest zatrudniona jako profesor zwyczajna w Katedrze Międzynarodowych Stosunków Gospodarczych Wydziału Nauk Ekonomicznych. Pełniła bądź pełni liczne funkcje na uczelni, m.in. prodziekan ds. dydaktyki i studiów stacjonarnych WNE (2005–2012), kierowniczki Biura Współpracy Międzynarodowej UEW (2012–2016) czy kierowniczki Katedry Międzynarodowych Stosunków Gospodarczych WNE. Od 2016 jest prorektorką do spraw współpracy z zagranicą.
Od 2009 członkini Zarządu Polskiego Towarzystwa Studiów Międzynarodowych. Działa także w Polskim Towarzystwie Ekonomicznym i European Association for South-East Asian Studies. Była także członkinią Prezydium Komitetu Prognoz Polska 2000 Plus Polskiej Akademii Nauk.
Wypromowała trzynaścioro doktorów.

## Wybrane publikacje
- Ewolucja zagranicznej polityki ekonomicznej Japonii u progu XXI wieku, Wrocław: Wydaw. AE, 2002.
- Regionalizm ekonomiczny Azji Wschodniej: jedno spojrzenie - różne wymiary, Wrocław: Wydawnictwo Uniwersytetu Ekonomicznego, 2012.